# James Devereux
James Patrick Sinnott Devereux est né le 20 février 1903 à Cabana, Cuba et décédé le 5 août 1988 à Baltimore, Maryland, est un général américain.

## Biographie
Devereux est né à Cabana à Cuba, où son père, un chirurgien militaire, était en poste. En 1910, la famille déménage à Chevy Chase, dans le Maryland.
À 10 ans, il a obtenu un permis de conduire du District de Columbia, car il n'y avait pas de condition d'âge à l'époque.
Devereux a étudié à la Loyola College, dans le Maryland, et à l'école publique à Lausanne, en Suisse.
Devereux a étudié à l'école préparatoire de la Navy à Washington (district de Columbia).
Devereux s'est enrôlé dans le Corps des Marines des États-Unis en juillet 1923, à 20 ans. Il devient sous-lieutenant en février 1925 et est affecté en service à Norfolk, puis à la garnison des Marines à Quantico, en Virginie, et à Guantánamo, à Cuba. En 1926, il est transféré à la force de Marines au Nicaragua.
De retour aux États-Unis au début de 1927, il est affecté à l'USS Utah et a ensuite été transféré à terre à nouveau au Nicaragua. Peu après, il est envoyé en Orient. En Chine, il est promu au grade de premier lieutenant et sert à Pékin.
En 1933, il retourne à Quantico, il est affecté à l'École d'artillerie côtière à Fort Monroe, en Virginie. En 1935, il est promu au grade de capitaine.
En 1938, après un tour de service avec le détachement de la Marine à bord de l'USS Utah, Devereux est transféré à la Marine Corps Base à San Diego.
En janvier 1941, le Devereux est envoyé à Pearl Harbor. Plus tard, il prend le commandement du premier bataillon de la défense marine sur l'île de Wake. Dans la matinée du 8 décembre 1941, il a reçu le message que Pearl Harbor avait été attaqué par les Japonais.
Après la bataille de l'île de Wake, il est capturé par les Japonais, le 12 janvier 1942, il est envoyé avec ses hommes sur l'île Nita Maru, et plus tard à Woosung, en Chine. Il y resta jusqu'au 9 décembre 1942, quand il est transféré à Kiangwan, où il a passé 29 mois en prison. Pendant cinq semaines, il est resté à Fungtai, près de Peiping, et est transféré dans un camp dans le centre d'Hokkaido.
Devereux a été libéré du camp de prisonniers de l'île d'Hokkaido, le 15 septembre 1945.
Après un bref congé de réadaptation, il est affecté à l'École de guerre amphibie à Quantico à partir de septembre 1946 à mai 1947.
En 1947, son livre, Histoire de l'île de Wake, est publié.
Devereux a été avancé au grade de général de brigade à la retraite conformément à la loi, ayant été spécialement félicités pour l'exécution du service au combat. Pour son leadership dans la défense du petit avant-poste américain pendant 15 jours contre toute attente, Devereux a été décoré de la Croix de la Marine.